# Golpe de Estado de Bulgaria de 1934
El golpe de Estado de Bulgaria de 1934, también conocido como el golpe de Estado del 19 de mayo (en búlgaro: Деветнадесетомайски преврат, Devetnadesetomayski prevrat), fue un golpe de Estado en el Reino de Bulgaria llevado a cabo por la organización militar Zveno y la Unión Militar con la ayuda del ejército búlgaro. Derrocó al gobierno de amplia coalición del Bloque Popular y lo reemplazó por uno encabezado por Kimon Georgiev.

## Historia
El Bloque Popular, que ostentaba el poder desde 1934, estaba formado por el Partido Demócrata, la Unión Nacional Agraria Búlgara (UNAB) "Vrabcha 1", el Partido Liberal Nacional y el Partido Demócrata Radical. Aunque no abolió las leyes restrictivas introducidas por el anterior gobierno del Acuerdo Democrático y no cambió la forma en que funcionaba la policía, se encontró con la hostilidad de fuerzas de derecha como la Unión Militar (liderada por Damyan Velchev), Zveno y el Movimiento Social Nacional de Aleksandar Tsankov, de los cuales los más activos fueron los activistas de Zveno.
Después de un congreso de la Unión Militar en noviembre de 1933, comenzaron los preparativos directos para el golpe, con los conspiradores tratando de ganar el apoyo de la UNAB "Vrabcha 1", la UNAB "Aleksandar Stamboliyski" e incluso el Partido Demócrata, pero en vano. Aprovechando la discordia en el Bloque Popular en la primavera de 1934, los militantes de Zveno llevaron a cabo el golpe en vísperas del 19 de mayo, adelantándose a los partidarios de Aleksandar Tsankov, que habían planeado un golpe para el 20 de mayo. El golpe instaló un gobierno encabezado por Kimon Georgiev que, además de miembros de Zveno, también incluía agrarios de derecha y miembros del Movimiento Social Nacional, mientras que los cargos ministeriales más importantes los ocupaba la Unión Militar.

## Acciones
El golpe no fue bien recibido por los demás partidos políticos, pero no pudieron oponerse a él de manera efectiva. El nuevo gobierno abolió temporalmente la Constitución de Tarnovo, disolvió la Asamblea Nacional y prohibió los partidos políticos, las organizaciones revolucionarias y los sindicatos. Se introdujo un nuevo sistema gubernamental en el que la autoridad central nombraría alcaldes y establecería sindicatos estatales. Además, se adoptaron medidas para hacer frente al movimiento obrero y socialista en el país. Se introdujo un monopolio estatal que afectó los intereses de las grandes empresas. Se creó un Directorio de Renovación Pública (Дирекция на обществената обнова, Direktsiya na obshtestvenata obnova), una organización estatal especial que promovió y propagó la política del gobierno.
En política exterior, el acto más notable de Zveno fue establecer relaciones diplomáticas con la URSS el 23 de julio de 1934 y redirigir la política exterior de Bulgaria hacia Francia. Kimon Georgiev vio que una forma de hacerlo era mediante la mejora de las relaciones con Yugoslavia y el acercamiento hacia los dos países, ya que el vecino de Bulgaria era un aliado de Francia en ese momento. Como resultado, el rey Alejandro I de Yugoslavia visitó Bulgaria el 27 de septiembre de 1934. Dado que parte de los activistas de Zveno y la Unión Militar eran republicanos, tenía una política antimonárquica, por lo que el zar Boris III no recibió con agrado el golpe. Con la ayuda de fieles oficiales de la Unión Militar, el zar obligó a Kimon Georgiev a dimitir en enero de 1935 y nombró a Pencho Zlatev en su lugar. A partir de ese momento, el zar tenía el control total del país, estado que duraría hasta su muerte en 1943. Los principales partidos políticos proscritos en 1934 fueron legalizados tras el golpe de Estado de 1944.